# Słonina w czekoladzie
Słonina w czekoladzie – ukraiński deser powstały pod koniec lat 90. XX wieku.
Uważa się, że inspiracją dla powstania deseru jest stereotypowy żart o kultowym statusie słoniny dla Ukraińców.

## Historia
Powstanie słoniny w czekoladzie miało miejsce pod koniec lat 90. XX wieku, kiedy fabryka słodyczy w Odessie rozpoczęła produkcję batona o nazwie Sało w szokoładie (Сало в шоколаде) w ramach żartu na prima aprilis. Baton ten nie zawierał w nadzieniu wyłącznie słoniny, ale masę o smaku karmelowym z niewielką ilością wytopionego ze słoniny tłuszczu. Od tamtej pory deser dostępny jest w wielu restauracjach z kuchnią ukraińską.

## Przepis
Należy wybrać odpowiednią słoninę: miękką, bez mięsa i białą w kolorze, a następnie natrzeć ją solą i mieszanką przypraw (papryką mieloną, imbirem, kardamonem i gałką muszkatołową). Tak przygotowaną słoninę zostawić w lodówce na okres 5-7 dni. Po tym czasie pokroić ją w kostkę (1-2 cm) i w formie na lód umieścić po jednej kostce, a następnie zalać czekoladą rozpuszczoną z masłem w kąpieli wodnej i zostawić do zastygnięcia.